# Арвидсон, Агнес
Агнес Арвидсон (швед. Agnes Hildegard Arvidson, 26 марта 1875 — 7 июля 1962) — шведский химик и фармацевт. Первая шведка, получившая степень магистра по фармации, и первая шведка, открывшая свою аптеку.

## Биография
Агнес Арвидсон родилась в 1875 г. в Мальмё в семье среднего класса. Её отец преподавал в Навигационной школе Мальмё и давал частные уроки.
Будучи студенткой, в 1894—1897 гг. Агнес подрабатывала в аптеке. Получив степень бакалавра по фармацевтике в Роннебю в 1897 г., продолжала работать там же до 1901 г. Затем она продолжила обучение в Фармацевтическом институте в Стокгольме — к тому времени прошло всего 10 лет, как женщинам разрешили работать в аптеках и обучаться фармацевтике. Агнес получила степень магистра 17 сентября 1903 года, тем самым став первой шведкой с магистерской степенью по фармации.
После обучения Агнес Арвидсон предприняла путешествия по Швеции: в 1903 г. работала в Худиксвалле, затем в Сетере, Дельсбу, Орьянге, Сведале, Оскарсхамне, Юсдалле, Худиксвалле, Уддехольме и в аптеке Hjort в Норрчёпинге, где она работала в 1920—1928 гг.
В 1928 г. Агнес Арвидсон стала частным фармацевтом в Норшё, тем самым она стала первой шведкой, которая своими силами открыла аптеку, а не, например, получила по наследству: с 1928 г. это стало разрешено законом. Агнес управляла этой аптекой до 1933 г., когда она переехала в Меллеруд, где и оставалась до конца своих дней. На пенсию она вышла в 1942 г., скончалась в Меллеруде в 1962 г.